# Hannah Valantine

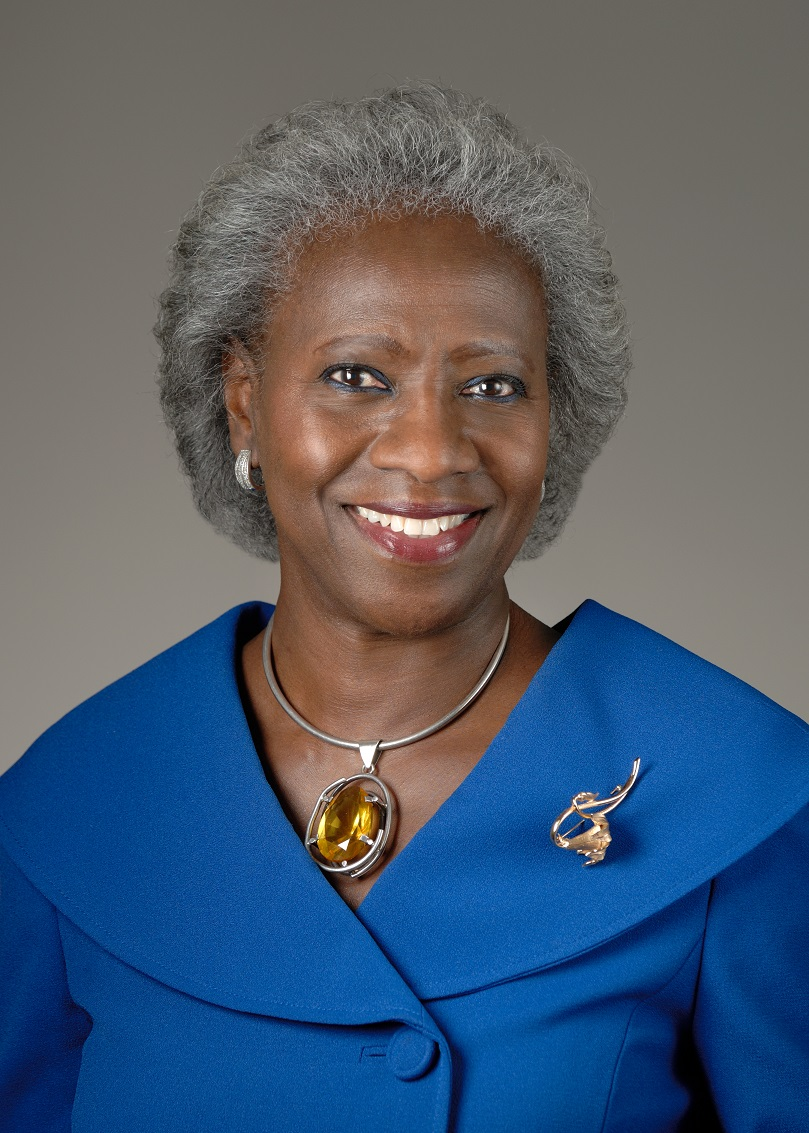
Hannah Valantine (2020)

Hannah A. Valantine (geboren um 1951 in Gambia) ist eine gambisch-amerikanische Kardiologin.

## Leben
Hannah Valantine kam in Gambia als Kind einer der einflussreichsten Familien des Landes zur Welt und wuchs in der Hauptstadt Bathurst (heute Banjul) auf. Sie ist eines von sechs Kindern von Louis Francis Valantine (geboren um 1908), einem gambischen Beamten und Diplomaten, und der Lehrerin Priscilla (geborene Mahoney). Die Familie ihrer mütterlichen Seite prägte die gambische Politik und Gesellschaft. Ihre Großeltern Hannah Mahoney und John Andrew Mahoney hatten wichtige politische Positionen inne. Ihre Tante Augusta heiratete den späteren Präsidenten Dawda Jawara, ihr Onkel John Andrew war Mediziner, ihre Tante Louise N’Jie Politikerin.
1964, kurz vor der gambischen Unabhängigkeit von Großbritannien, zog sie im Alter von 13 Jahren mit ihrer Familie nach London. Ihr Vater Louis Francis Valantine, der eigentlich schon im Ruhestand war, wurde nach der Unabhängigkeit Gambias 1965 zum ersten Hochkommissar des Landes in Großbritannien ernannt.
Valantine schloss zuerst ein Studium in Biochemie und danach ein Medizinstudium an der Universität London und bei St George’s 1978 ab.
In den 1980er Jahren bildete sie sich in der Inneren Medizin sowie als Kardiologin in London am Royal Brompton Hospital und Hammersmith Hospital weiter. Nach eigener Aussage habe es zu diesem Zeitpunkt in London nur zwei Frauen als Ärztinnen in der Kardiologie gegeben. 1985 ging sie als Postdoc an die Stanford University in die USA. In Stanford arbeitete sie unter anderem mit Norman Shumway, einem Pionier auf dem Gebiet der Herztransplantation, zusammen.
In Stanford war sie zunächst Assistant Professor, ab 2000 Full Professor für Kardiologie am Medical Center. Ab 2004 war sie die erste Senior Associate Dean for Diversity and Leadership an der dortigen School of Medicine. Um 2005 war zwar eine knappe Mehrheit der Medizinstudierenden weiblich, jedoch nur ein Viertel der Beschäftigten und 8 Prozent der oberen Hierarchieebene. Ähnlich war die Lage für Angehörige von Minderheiten.
Ende Januar 2014 wurde sie von Francis Collins zur Chief Officer for Scientific Workforce Diversity der National Institutes of Health ernannt. Dieser Posten wurde neu eingerichtet. In ihren Aufgabenbereich fiel das Diversity Management der Behörde. Außerdem forschte sie am National Heart, Lung, and Blood Institute und leitete das Laboratory of Transplantation Genomics. Sie gründete außerdem die Genomic Research Alliance for Transplantation.
Im September 2020 wurde sie in den Ruhestand verabschiedet. Valentine veröffentlichte insgesamt über 200 Arbeiten in ihrem Forschungsgebiet.
Valantine heiratete 1990 den IT-Berater Denis von Kaeppler und hat mit ihm zwei Kinder, Natasha und Ericka von Kaeppler.

## Auszeichnungen

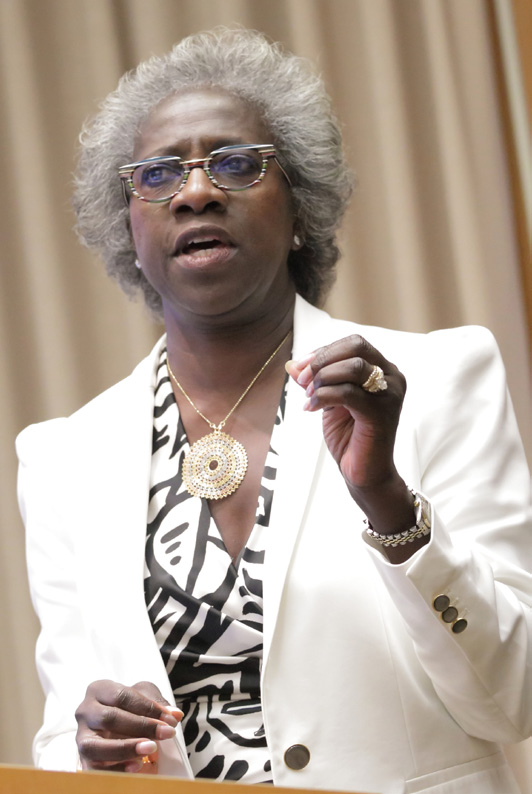
Hannah Valantine (2014)

Valantine erhielt 2010 von der NIH einen Pathfinder Award to Promote Diversity in the Scientific Workforce.
2020 wurde sie für ihre wegweisenden Forschungen im Bereich Organtransplantation sowie Workforce Diversity in die National Academy of Medicine gewählt.